# Jerzy Łazor
Jerzy Marek Łazor – historyk gospodarczy, nauczyciel akademicki, doktor ekonomii, autor kilkudziesięciu publikacji naukowych i popularnonaukowych.

## Życiorys
Absolwent II Liceum Ogólnokształcącego im. Stefana Batorego w Warszawie (2001), Szkoły Głównej Handlowej w Warszawie (2007), Instytutu Historycznego Uniwersytetu Warszawskiego (2011) oraz studiów doktoranckich Kolegium Ekonomiczno-Społecznego SGH (2012). W 2012 uzyskał stopień doktora nad podstawie pracy „Polsko-palestyńskie stosunki gospodarcze w latach 1920–1939” pod kierunkiem Wojciecha Morawskiego. Pracownik Katedry Historii Gospodarczej i Społecznej SGH. W 2015 stypendysta Imré Kertesz Kolleg w Jenie. Zajmuje się historią gospodarczą i społeczną XX wieku, zwłaszcza zaś historią polskich kontaktów z zagranicą, dziejami finansów i migracji.
Członek założyciel Polskiego Towarzystwa Historii Gospodarczej (członek Zarządu w latach 2010–2011, przewodniczący Komisji Rewizyjnej 2019–2023) i Stowarzyszenia imienia Szymona An-skiego (członek Komisji Rewizyjnej).

## Nagrody
- 2025 – Nagroda im. Franciszka Bujaka dla najlepszej książki z zakresu historii gospodarczej i społecznej za pracę The Political Economy of Interwar Foreign Investment: Economic Nationalism and French Capital in Poland 1918-1939, Routledge, London 2024[10].
- 2018 – Nagroda im. Oskara Haleckiego „Książka Historyczna Roku” w kategorii „Najlepsze wspomnienia dotyczące historii Polski i Polaków w XX wieku” za edycję książki St. Wojciechowski, Moje wspomnienia, Muzeum Historii Polski, Warszawa 2017[11].
- 2018 – Nagroda im. Franciszka Bujaka dla najlepszej książki z zakresu historii gospodarczej i społecznej za pracę „Brama na Bliski Wschód: polsko-palestyńskie stosunki gospodarcze w okresie międzywojennym, Instytut Pamięci Narodowej, Warszawa 2016[12].

## Publikacje książkowe
- The Political Economy of Interwar Foreign Investment: Economic Nationalism and French Capital in Poland, 1918–1939, Routledge, London 2024.
- Pieniądz, historia, polityka. Studia ofiarowane prof. dr. hab. Wojciechowi Morawskiemu w 70. rocznicę urodzin, red. Łukasz Dwilewicz, Jacek Luszniewicz, Jerzy Łazor, Oficyna Wydawnicza SGH, Warszawa 2024.
- Systemy walutowe współczesnego świata, red. J. Łazor, W. Morawski, Polskie Towarzystwo Historii Gospodarczej, Warszawa 2018.
- S. Wojciechowski, Moje wspomnienia, wstęp. i oprac. J. Łazor, Muzeum Historii Polski, Warszawa 2017.
- Brama na Bliski Wschód: polsko-palestyńskie stosunki gospodarcze w okresie międzywojennym, Instytut Pamięci Narodowej, Warszawa 2016.
- Polityka migracyjna: historia i współczesne wyzwania, red. K. Górak-Sosnowska, J. Łazor, Oficyna Wydawnicza SGH, Warszawa 2016.
- Między stabilizacją a ekspansją: system finansowy w służbie modernizacji (z warsztatów badawczych historyków gospodarczych), red. J. Łazor, W. Morawski, Wydawnictwo Gajt, Wrocław 2014.
- Siedem wzgórz Rzymu. De lingua Latina 5.41–56 : tekst, przekład, komentarze, oprac. A. Ziółkowski i in., Sub Lupa, Warszawa 2013.
- Koniunktura gospodarcza a narodziny, wzrost i upadek wielkich doktryn ekonomicznych. W 50. rocznicę śmierci Andrzeja Grodka, red. J. Łazor, W. Morawski, Oficyna Wydawnicza SGH, Warszawa 2011.